# Cumva
Cumva är ett vattendrag i Burundi.   Det ligger i provinsen Karuzi, i den centrala delen av landet, 80 kilometer öster om huvudstaden Bujumbura.
Omgivningarna runt Cumva är en mosaik av jordbruksmark och naturlig växtlighet. Runt Cumva är det ganska tätbefolkat, med 179 invånare per kvadratkilometer.